# Crybelocephalus megalurus
Crybelocephalus megalurus är en kräftdjursart som beskrevs av Tattersall 1906. Crybelocephalus megalurus ingår i släktet Crybelocephalus och familjen Lysianassidae. Inga underarter finns listade i Catalogue of Life.